# 常世國
在日本神話中，常世國（とこよのくに）乃位於大海彼方之國，是一個永久不變的不老不死、返老還童的理想鄉，《古事記》、《日本書紀》、《萬葉集》、《風土記》等書籍可見其記述。

## 來訪者
日本神話中有少彥名神、三毛入野命、田道間守渡常世國之記載，浦島子（浦島太郎）的傳說裡也有常世國之記述。

### 少彥名神
據《日本書紀》卷第一神代上的第六種說法記載，少彥名命為醫藥之神，幫助大己貴神建設國家。後來行至熊野之御碕，遂往常世國；亦曰至淡島（今鳥取縣米子市），乘坐粟莖彈跳渡至常世國。《伯耆國風土記》軼文也有同樣之記載，提到少日子命（即少彥名命）往粟島（あわしま，發音同淡島）彈跳渡至常世國。

### 三毛入野命
三毛入野命（御毛沼命）是彥波瀲武鸕鷀草葺不合尊之子，神武天皇之兄。『日本書紀』記載神武東征過程中，大軍行至熊野（今和歌山縣、三重縣南部）外海突遇暴風雨襲擊，二兄稻飯命拔劍躍入海中後，三毛入野命亦道：「我的母親與阿姨是海神，為何起波瀾要讓我們滅頂呢？」於是祂也躍入海裡，踏浪花渡往常世鄉。『古事記』記載，御毛沼命踏上浪頭，渡坐至常世國。

### 田道間守
『記紀』二書皆記載，垂仁天皇派遣多遲摩毛理（タヂマモリ，乃《古事記》用語，《日本書紀》作「田道間守」）至常世國求「非時香菓」（四時皆能放散香氣之木實），即為橘。

### 浦嶋子
『萬葉集』卷九・1740，高橋蟲麻呂作的「詠水江浦嶋子一首」記載浦島子出外打漁，七日未歸，越過海境至常世，海若的神之宮住著神之女。在神之宮可不老不死、永世長生；《日本書紀》雄略天皇22年、《丹後國風土記》軼文皆有同樣渡至海中的「蓬萊山」之記載。

## 常世神
如前述，「橘」是生於常世國之「非時香菓」。此蟲者，常生於橘樹或曼椒，長四寸餘，大如指頭。色綠而有黑點，貌似蠶。
據《日本書紀》卷第廿四皇極天皇3年（644年）7月條記載，東國富士川河畔有一人名喚大生部多，勸村人祭祀一種蟲並說：「這種蟲叫做常世神，祭拜此神的人可獲得財富與長壽。」此信仰全盛時期，人人取常世蟲置於清座，載歌載舞祭拜蟲神，傾家蕩產只為求財求福。葛野秦河勝厭惡大生部多妖言惑眾，遂將之笞打一頓，巫覡也恐懼招禍，所以不再鼓吹祭拜常世神。

## 關連項目
- 常世（日语：常世）
- 理想鄉
- 補陀落渡海
- 提爾納諾（愛爾蘭神話中的常世國）

## 外部連結
- 常世国考
- 常世国（トコヨノクニ） （页面存档备份，存于）